# Jasenovac (obóz koncentracyjny)
Jasenovac – największy z powstałych w Niepodległym Państwie Chorwackim w czasie II wojny światowej obóz koncentracyjny, założony przez faszystowskich ustaszów w sierpniu 1941.
Budowa składającego się z pięciu podobozów rozproszonego na obszarze prawie 240 km² kompleksu obozowego Jasenovac trwała od sierpnia 1941 do lutego 1942. Dwa najstarsze podobozy Krapje i Bročica zostały zlikwidowane w listopadzie 1941. Jeden z największych obozów koncentracyjnych w Europie, określany mianem „Auschwitz Bałkanów” i „jugosłowiańskiego Auschwitz”.
Trzy nowo wybudowane podobozy działały do końca wojny:
- Ciglana (Jasenovac III)
- Kozara (Jasenovac IV)
- Stara Gradiška – obóz kobiecy (Jasenovac V)

W skład kompleksu obozowego wchodziły także rozległe tereny na drugim brzegu rzeki Sawy w okolicach miejscowości Donja Gradina i obóz dla dzieci Sisak, w którym zginęło ich prawdopodobnie między 1100 a 1700. Od 10 maja 1942 roku komendantem był Miroslav Filipović-Majstorović, franciszkanin usunięty z zakonu w lipcu 1942, lecz nie ekskomunikowany z Kościoła katolickiego. Powszechnie nazywany był bratem szatanem. Mordował ludzi gołymi rękami. Całkowita liczba ofiar – według różnych źródeł – waha się od kilkudziesięciu do kilkuset tysięcy. Natomiast nie ulega wątpliwości fakt, że ogromną większość pomordowanych stanowili Serbowie. W obozie Jasenovac więzieni i zabijani byli również Żydzi, Romowie oraz niektórzy należący do ruchu oporu Chorwaci.
Dla oszczędzania kul podrzynano więźniom gardła – w zawodach urządzonych w obozie 28 sierpnia 1942 zwyciężył były franciszkanin Petar Brzica, późniejszy członek organizacji Križari (Krzyżowcy), który specjalnym nożem nazywanym serbosiek w ciągu jednej doby poderżnął gardło co najmniej 670 (sam twierdził, że 1360) nowo przybyłym więźniom.